# Riksdagen 1574
Riksdagen 1574 ägde rum i Stockholm.
Ständerna sammanträdde den 7 juni 1574. 
På mötet fastställdes, trots framförda invändningar, ett antal mindre förhållningsregler rörande gudstjänsten.
Riksdagen avslutades den 7 juni 1574.